# Hippadenella clivosa
Hippadenella clivosa is een mosdiertjessoort uit de familie van de Buffonellidae. De wetenschappelijke naam van de soort is, als Lepralia clivosa, voor het eerst geldig gepubliceerd in 1906 door Waters.